# Difrakce

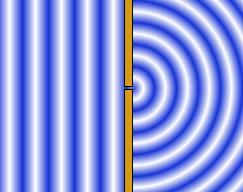
Difrakce na bodové štěrbině. Vlna za štěrbinou nepokračuje přímo jako úzký paprsek, ale šíří se všemi směry v kruhových vlnoplochách.

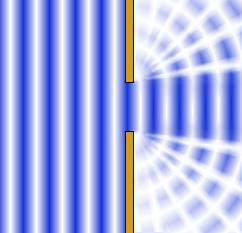
Difrakce na štěrbině široké přibližně jednu vlnovou délku. Na krátké vzdálenosti se vlna šíří především v pásu přímo za štěrbinou, ale vlivem difrakce se ohýbá také „za roh“ – nad a pod pás přímého šíření. S rostoucí vzdáleností se ohybový obrazec dále mění.

Difrakce (česky ohyb) je jev, u kterého se vlnění za překážkou „ohýbá“ od svého původního směru a dostává se tak do oblasti geometrického stínu překážky. Tento proces lze sledovat u všech typů vlnění – světla, zvuku, vln na vodě – zejména když jejich vlna prochází například štěrbinou, jejíž šířka je srovnatelná s vlnovou délkou (v případě částic s jejich de Broglieovu vlnovou délkou).
Překážka nemusí být oboustranná – vlivem difrakce se vlnění ohýbá za geometrický obrys všech překážek. To lze snadno pozorovat u zvuku – který má ve slyšitelné oblasti vlnové délky v řádech centimetrů až desítek metrů – slyšíme zvuky od zdrojů, které jsou skryty za překážkami, například za stromem, za rohem budovy nebo za kopcem (a to i v relativně volné krajině, kde je minimalizován nepřímý příjem zvuku vlivem zpožděných odrazů).

## Mechanismus
Jak již bylo řečeno výše, difrakce je ohyb vlnění na jakékoli překážce. Školní vysvětlení je, že ohyb je důsledkem Huygensova principu, tedy jevu, kdy se každý bod, do kterého vlnění dospěje, opět stává všesměrovým zdrojem. V případě štěrbiny to znamená, že mimo jiné její okraj se stane opět bodovým zdrojem vlnění a proto se vlnění může šířit do oblasti geometrického stínu.
Jak je možno si přečíst na stránce Huygensova principu, tento je chybný, protože kdyby se každý bod vskutku stal všesměrovým zdrojem, muselo by se záření šířit se stejnou intenzitou i zpátky, což se reálně neděje. Fyzikální vysvětlení difrakce je, že procházející elektromagnetické vlnění rozkmitává elektrony na výstupních hranách štěrbiny, které svým prostorově orientovaným kmitáním vytváří sekundární elektromagnetické záření, které se od hran štěrbiny šíří dál. Díky orientovanému kmitání elektronů je intenzita sekundárního vlnění nejsilnější v přímém směru (kolmo na štěrbinu) a s úhlovou odchylkou od tohoto směru intenzita záření klesá. Tato korekce byla doplněna i do teoretického Huygensova principu. Zdrojem sekundárních vln jsou tedy hrany štěrbiny, a proto záleží na jejich šířce pro dosažení ideálního difrakčního obrazce, který vzniká interferencí sekundárního vlnění z hran štěrbiny. Hrana štěrbiny ale reálně není bodový zdroj, protože primární elektromagnetické záření rozkmitává i vzdálenější elektrony, takže se rozkmitávají elektrony i kousek za hranou, ale se slábnoucí intenzitou. Na hraně proto vzniká zářící pruh vytvářející sekundární vlny, jež interferují samy se sebou. Proto i difrakce jen na jedné hraně (nekonečně velká štěrbina, ozářená je jen jedna hrana) vyvolává slabý difrakční obraz.
S difrakcí je velmi těsně spojena interference, tedy skládání vln podle jejich fáze. V případě šíření vlny volným prostorem za překážkou je fáze jednotlivých vln dána vzdáleností, kterou urazily od svého zdroje. Za štěrbinou se vlnění nešíří všemi směry stejně intenzivně, ani neubývá rovnoměrně do stran, ale vytváří částečně periodické difrakční (ohybové) vzory – v případě světla lze na stínítku pozorovat světlé a tmavé proužky různé šířky. Tmavé proužky vznikají v místech, kde se vlnění z jednoho okraje štěrbiny setkává s vlněním z druhého okraje štěrbiny v protifázi – dochází k destruktivní interferenci, protože vzdálenosti protilehlých okrajů štěrbiny od tmavého proužku se liší o lichý násobek půlky vlnové délky. Světlé proužky naopak vznikají tam, kde se vlnění z protilehlých okrajů štěrbiny setkávají ve fázi (konstruktivně), protože se vzdálenosti světlého proužku od protilehlých okrajů štěrbin liší o celé násobky vlnových délek. V případě kvantových částic lze za patřičně úzkou štěrbinou pozorovat pruhy s vyšší a nižší pravděpodobností výskytu.

## Konkrétní příklady
V této sekci se budeme zabývat tzv. fraunhoferovou difrakcí, tj. případem, kdy je stínítko ve velké vzdálenosti od štěrbiny. Dále budeme uvažovat pouze lineárně polarizované světlo, tj. případ, kdy vektor elektrické intenzity kmitá pouze v jednom směru. Pro obecně polarizované světlo získáme stejné vztahy, protože jej můžeme rozložit na dvě lineárně polarizovaná vlnění, která spolu navzájem neinteragují.
Najděme nyní úhly, při kterých dochází ke konstruktivní resp. destruktivní interferenci, tj. kde pozorujeme světlé resp. tmavé proužky. Nyní se budeme zabývat světlem, ale pro částice je mechanizmus naprosto stejný.

### Difrakce na dvojštěrbině
Budeme prvně uvažovat, že obě štěrbiny jsou úzké, potom každá z nich vydává svou kulovou vlnoplochu (v každém bodě popsanou svou komplexní amplitudou), tyto amplitudy se sečtou a my na stínítku pozorujeme velikost výsledné amplitudy.
Abychom mohli pozorovat světlé proužky, musí být rozdíl vzdáleností bodu na stínítku od jedné a druhé štěrbiny roven nějakému celočíselnému násobku vlnové délky, tomuto číslu pak říkáme řád maxima. Bude-li totiž rozdíl vzdáleností roven např. poločíselnému násobku vlnových délek, nebudeme pozorovat v tomto bodě nic. Jak jsme psali výše amplituda se mění harmonicky v prostoru a při posunu o půl periody je právě změní na opačnou, proto je celková amplituda (součet parciálních) rovna nule.
Označíme-li {\displaystyle x} vzdálenost na stínítku od osy soustavy, {\displaystyle d} vzdálenost stínítka a {\displaystyle a} vzdálenost štěrbin tak, pro rozdíl vzdáleností platí
{\displaystyle \Delta ={\sqrt {d^{2}+\left(x+{\frac {a}{2}}\right)^{2}}}-{\sqrt {d^{2}+\left(x-{\frac {a}{2}}\right)^{2}}}\,,}
kde můžeme použít rozvoje do Taylorova polynomu v malé proměnné {\displaystyle (x\pm a/2)/d}. Dostáváme
{\displaystyle \Delta =d\left({\sqrt {1+\left({\frac {x+a/2}{d}}\right)^{2}}}-{\sqrt {1+\left({\frac {x-a/2}{d}}\right)^{2}}}\right)\approx d\left(1+{\frac {1}{2}}\left({\frac {x+a/2}{d}}\right)^{2}-1-{\frac {1}{2}}\left({\frac {x-a/2}{d}}\right)^{2}\right)={\frac {d}{2}}\left(\left({\frac {x+a/2}{d}}\right)^{2}-\left({\frac {x-a/2}{d}}\right)^{2}\right)\,,}
což můžeme upravit dle vzorce pro rozdíl druhých mocnin. Dosadíme-li {\displaystyle \Delta =k\lambda } a {\displaystyle \varphi =x/d}, dostáváme
{\displaystyle \varphi _{k}^{\rm {max}}={\frac {k\lambda }{a}}\,,}
což je úhel odpovídající {\displaystyle k}-tému interferenčnímu maximu (maximum, ležící na ose experimentu se nazývá nulté).
Pro minima platí obdobný vztah (zde první minimum označujeme to, které je nejblíže k ose experimentu)
{\displaystyle \varphi _{k}^{\rm {min}}={\frac {\left(k-{\frac {1}{2}}\right)\lambda }{a}}\,.}
Díky závislosti pozorovacích úhlů difrakčních minim a maxim na vlnové délce lze dvojštěrbinu použít k rozložení bílého světla na jednotlivé složky. Tento efekt je zesílen u difrakčních mřížek, které se používají ve spektrometrech.

### Difrakce na mřížce
Difrakční mřížka je periodická série mnoha rovnoběžných štěrbin (nebo odrazných vrypů). Důvodem, proč se používá v optické spektroskopii mřížka a nikoli dvojštěrbina, je, že s rostoucím počtem štěrbin má mřížka vyšší světelnost a též ostřejší (intenzivnější a užší) maxima jednotlivých vlnových délek.
Chceme-li zjistit závislost pozorované intenzity světla po průchodu mřížkou, musíme složit větší (v ideálním případě nekonečný) počet vln jako v případě dvojštěrbiny. Nenulová vyzařovaná intenzita bude pouze v takových směrech, že dráhový rozdíl mezi paprsky vycházejícími ze sousedních štěrbin bude celočíselný násobek vlnové délky. Nebude-li dráhový rozdíl mezi sousedními štěrbinami roven násobku vlnové délky, musíme sčítat elektrické intenzity s různou fází (všechny fáze budou v daný čas zastoupeny rovnoměrně), což nám dá celkově nulu, protože střední hodnota sinu i kosinu je nulová. Pro směry difrakčních maxim tedy dostáváme stejnou podmínku jako pro dvojštěrbinu, až na to, že zde {\displaystyle a} značí vzdálenost (periodu) vrypů, neboli mřížkovou konstantu mřížky (přesněji: mřížkový parametr, protože má fyzikální rozměr a závisí např. na teplotě).
{\displaystyle \sin \varphi _{k}={\frac {k\lambda }{a}}\,.}
V technické praxi se pojmem mřížková konstanta mřížky častěji rozumí převrácená hodnota vzdálenosti vrypů, {\displaystyle 1/a}, tedy počet (hustota, prostorová frekvence) vrypů na jednotku délky. Typická hodnota pro optické mřížky je několik set vrypů na milimetr.